# Wechold
Wechold (plattdeutsch Wecheln) ist ein Ortsteil der Gemeinde Hilgermissen in der Samtgemeinde Grafschaft Hoya im Landkreis Nienburg/Weser in Niedersachsen.
In Wechold gibt es keine Straßenbezeichnungen, sondern nur Hausnummern, nach denen sich Einwohner, Postboten, Lieferanten und Besucher orientieren müssen.
Seit dem 1. März 1974 gehört die bis dahin selbständige Gemeinde zu Hilgermissen.

## Geografie und Verkehrsanbindung
Die Weser fließt östlich in 4 km Entfernung. Die von Bremen über Nienburg/Weser nach Hannover führende B 6 verläuft südwestlich 12 km entfernt, während die von Verden (Aller) über Nienburg nach Minden verlaufende B 215 östlich – auf der anderen Seite der Weser – in 6 km Entfernung verläuft.

## Sehenswürdigkeiten

### Baudenkmale

Kruzifix in der St.-Marien-Kirche zu Wechold

In der Liste der Baudenkmale in Hilgermissen sind für Wechold sechs Baudenkmale aufgeführt, darunter
- Ev. St.-Marienkirche, romanischer Turm aus dem 12. Jahrhundert, neugotisches Kirchenschiff von 1847
- Rittergut Wührden, Wechold 99, 860 erstmals urkundlich erwähnt, im 13. Jahrhundert bis in die Neuzeit im Eigentum der Grafen von Oldenburg, Herrenhaus von 1868, Heuerhaus vom 18. Jh., Scheune vom Ende des 19. Jhs.
- Wohn- und Wirtschaftsgebäude Wechold 17, Hallenhaus in Fachwerk vom 18. Jahrhundert

## Persönlichkeiten

### Söhne und Töchter des Ortes
- Julius August Philipp Spitta (* 27. Dezember 1841 in Wechold; † 13. April 1894 in Berlin), Musikwissenschaftler (gilt als Begründer der modernen Musikwissenschaft) und Bachbiograph
- Ludwig Otto Adelbert Spitta (* 27. November 1845 in Wechold; † 27. Mai 1901 in Hameln), Pastor sec. von 1872 bis 1881 in der St.-Lamberti-Kirche[2] in Bergen
- Johann Kranz (* 17. Juli 1937 in Wechold; † 2024 in Köln), Autor (Niederdeutsche Erzählungen, Gedichte und Hörbücher)[3][4]

### Sonstige Persönlichkeiten
- Carl Johann Philipp Spitta (* 1. August 1801 in Hannover; † 28. September 1859 in Burgdorf), deutscher Komponist, Theologe und Dichter, Pastor in Wechold von 1836 bis 1847, Vater von Julius August Philipp Spitta und Ludwig Otto Adelbert Spitta
- Adolf Scharfschwerdt (* 29. Oktober 1874 in Bremen; † 1960), deutscher Maler und Zeichner, lebte und arbeitete in Wechold ab 1945
- Gottlieb Pot d’Or (1905–1978), Bildender Künstler, hat in Wechold je ein Wandbild für die Aula der Schule am Weserbogen (1966) und für die Volksbank Wechold (1970er Jahre) geschaffen.

## Vereine
- TSV Wechold-Magelsen e.V.[5]
- Reit- und Fahrverein Wechold-Martfeld e.V.[6]
- Heimatverein „Wecheln un ümto“ e. V.[7]